# Pange lingua, WAB 31
Pange lingua (Chante, ô ma langue), WAB 31, est un motet composé par Anton Bruckner vers 1835. Il s'agit d'une mise en musique de la première strophe de l'hymne Pange lingua pour la célébration de la Fête-Dieu.

## Historique
Bruckner composa ce motet vers 1835, lorsque âgé de onze ans, il étudiait auprès de  Johann Baptist Weiß à Hörsching,,. On ne sait pas si le motet a été exécuté à cette époque. En 1891, vers la fin de sa vie, Bruckner « restaura » cette bien-aimée toute première composition.
La première version du motet, dont le manuscrit original est perdu, a été retrouvée dans une transcription par Franz Bayer, Steyr. La transcription de la première version et le manuscrit de la version de 1891 sont archivés à l'Österreichische Nationalbibliothek,.
La deuxième version du motet a d'abord été publiée comme fac-similé en 1927 par Max Auer dans son livre Anton Bruckner as Kirchenmusiker. La première version a été publiée dans le Volume II/1, p. 228 de la biographie Göllerich/Auer,. Les deux versions sont éditées dans le Volume XXI/1 et 39 de la Bruckner Gesamtausgabe.

## Musique
L'œuvre est une composition de 28 mesures en do majeur de la première strophe du Pange lingua pour chœur mixte a cappella.
Le 19 avril 1891 Bruckner fit une « restauration » de l'œuvre. Les différences entre les deux versions sont mineures, principalement une autre articulation dans les mesures 15 et 22, et une réharmonisation des mesures 25-27.

## Discographie

### Première version
Il y a deux enregistrements de la première version :
- Philipp von Steinäcker, Ensemble vocal Musica Saeculorum, Bruckner: Pange lingua - Motetten - CD : Fra Bernardo FB 1501271, 2015
- Markus Stumpner, Erinnerung - Bruckner in St. Florian, Sankt Florianer Sängerknaben – CD : Solo Musica SM 450, 2024

### Deuxième version
Il y a un seul enregistrement de la version 1891 :
- Jonathan Brown, Chœur de l'Abbaye de Ealing,  Anton Bruckner: Sacred Motets – CD : Herald HAVPCD 213, 1997

Note : Une performance en concert par Philipp von Steinäcker est en outre disponible dans la Bruckner Archive.

## Sources
- Max Auer, Anton Bruckner als Kirchenmusiker, G. Bosse, Ratisbonne, 1927
- August Göllerich, Anton Bruckner. Ein Lebens- und Schaffens-Bild, vers 1922 – édition posthume par Max Auer, G. Bosse, Ratisbonne, 1932
- Anton Bruckner – Sämtliche Werke, Band XXI: Kleine Kirchenmusikwerke, Musikwissenschaftlicher Verlag der Internationalen Bruckner-Gesellschaft, Hans Bauernfeind et Leopold Nowak (Éditeurs), Vienne, 1984/2001
- Uwe Harten, Anton Bruckner. Ein Handbuch. Residenz Verlag, Salzbourg, 1996.  (ISBN 3-7017-1030-9).
- Cornelis van Zwol, Anton Bruckner 1824-1896 – Leven en werken, uitg. Thot, Bussum, Pays-Bas, 2012.  (ISBN 978-90-6868-590-9)
- Crawford Howie, Anton Bruckner - A documentary biography, édition révisée en ligne